# Religionsgeschichte von Yarlung
| Tibetische Bezeichnung                                                    |
| ------------------------------------------------------------------------- |
| Wylie-Transliteration: yar lung jo bo'i chos 'byung; yar lung chos 'byung |
| Andere Schreibweisen: Yarlung Chöjung                                     |
| Chinesische Bezeichnung                                                   |
| Vereinfacht: 雅隆教法史; 雅隆尊者教法史                                   |
| Pinyin:Yalong jiaofa shi; Yalong zunzhe jiaofa shi                        |

Die Religionsgeschichte von Yarlung (tib. yar lung jo bo'i chos 'byung bzw. yar lung chos 'byung) von Shakya Rinchende (shakya rin chen sde) ist ein Werk der tibetischen historiographischen Chöchung (chos 'byung) -Gattung aus dem Jahr 1376 von einem Nachfahren des tibetischen Königshauses.
Es behandelt unter anderem die Geschichte der Entstehung der Welt, die Tsenpo-Genealogie, die Verbreitung des Buddhismus in Tibet und im Inland von China, Beziehungen zwischen der Tang- und der Yarlung-Dynastie, die religiösen Schulen Sakya und Kadam. Das Werk liefert wichtige Materialien für die Erforschung der alten tibetischen Geschichte und der Beziehungen zwischen China und Tibet in früheren Zeiten.

## Ausgaben
- Yar lung jo bo'i chos 'byung, Yar lung chos 'byung. ed. Dbyangs can (Chengdu: Si khron mi rigs dpe skrun khang, 1988)

- Yar lung chos 'byung. Tibetan People’s Publishing House, Lhasa, September 1988. 186 pp. 19 cm. ISBN 7-223-00177-1.

### Übersetzungen

#### Chinesisch
- Yalong zunzhe jiaofa shi 雅隆尊者教法史, Tibetan People’s Publishing House, Lhasa, June 1989. 229 pp. 20 cm. ISBN 7-223-00297-2 (übersetzt von Tang Chi'an 汤池安 aus einem Manuskript des Pekinger Kulturpalastes der Nationalitäten-Bibliothek[3];  Buchpräsentation)

### Nachschlagewerke
- Dan Martin, Yael Bentor (Hg.): Tibetan Histories: A Bibliography of Tibetan-Language Historical Works (London, Serindia 1997), ISBN 0-906026-43-1 (Nr. 96) - (Addenda et Corrigenda)